# Athabaska Oil
L' Athabasca Oil Corporation (antérieurement: Athabasca Oil Sands Corporation) (symbole: ATH) est une compagnie pétrolière fondée en 2006 dont le siège social est à Calgary (Alberta). Elle possède des concessions dans les sables bitumineux de l'Athabasca, au nord-est de l'Alberta.

## Opérations
En décembre 2009, cette compagnie possède des concessions et des permis d'exploitation sur 6 400 km2 dans les sables bitumineux de l'Athabasca, mais n'y fait aucun développement commercial. En juin 2010, ses réserves étaient évaluées à 8,6 milliards de barils de pétrole potentiellement récupérable et 114 millions de barils de réserves probables. En 2011, les réserves étaient revues à la hausse, pour atteindre 9,6 milliards de barils de pétrole potentiellement récupérable et 289 millions de barils de réserves probables. En 2012, une nouvelle révision augmentait encore ces chiffres d'environ 10 %.
ATH envisage de produire du pétrole par la technique de drainage gravitationnel assisté par injection de vapeur (anglais: SAGD) plutôt que par extraction mécanique à ciel ouvert comme le faisaient les installations plus anciennes. Cette technologie exige des installations moins étendues, mais plus coûteuses en énergie à cause de la production de vapeur.

## Introduction en bourse
La très attendue introduction en bourse (IPO) de cette compagnie au début de 2010 a été la plus importante au Canada après celle de la Financière Manuvie en 1999. La vente de 19 % des parts, à 18 $ par action, donnait une évaluation de la compagnie de l'ordre de 7 milliards.
Le succès initial de l'IPO est dû en partie à la vente à PetroChina, en 2009, de 60 % de ses avoirs dans les projets MacKay River et Dover pour une valeur de 1,9 milliard $,,. 
Après l'IPO, la valeur des actions est tombée de 33 % au cours de son premier mois sur le marché, ce qui en a fait la pire performance en IPO depuis 2007.

## La couche Duvernay
La valeur des actions est montée de façon importante à la suite de l'annonce d'une entreprise commune entre Encana et PetroChina d'une valeur de 1,2 milliard $ dans la couche géologique Duvernay. ATH possède en effet la plus grande concession de territoire dans cette couche, avec 2 590 km2. C'était la première joint venture entre une compagnie canadienne et une entreprise d'État étrangère depuis que le Premier ministre Stephen Harper avait établi de nouvelles règles en décembre 2012, qui rendaient pratiquement impossible à une entreprise d'État étrangère d'acquérir le contrôle d'un projet dans les sables bitumineux. Le succès de cette coentreprise, qui s'inscrit à l'intérieur de la nouvelle réglementation, est vu comme un signe encourageant pour les investisseurs étrangers qui désirent avoir accès aux ressources canadiennes de gaz et de pétrole, ainsi que pour les compagnies telles que ATH, Talisman et Canadian Natural Resources, qui ont besoin de fonds pour couvrir leurs frais de développement.